# معاداة اليابانيين

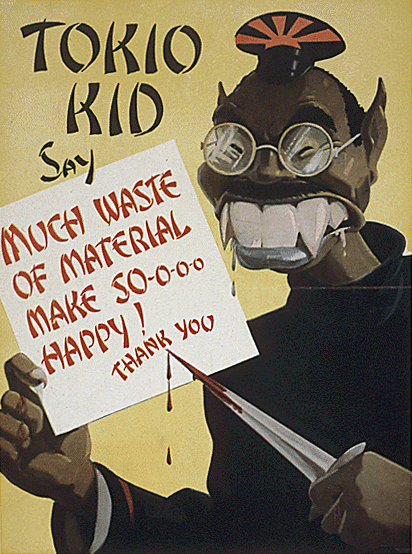
إعلان أمريكي يسخر من الشخصية النمطية اليابانية خلال الحرب العالمية الثانية.

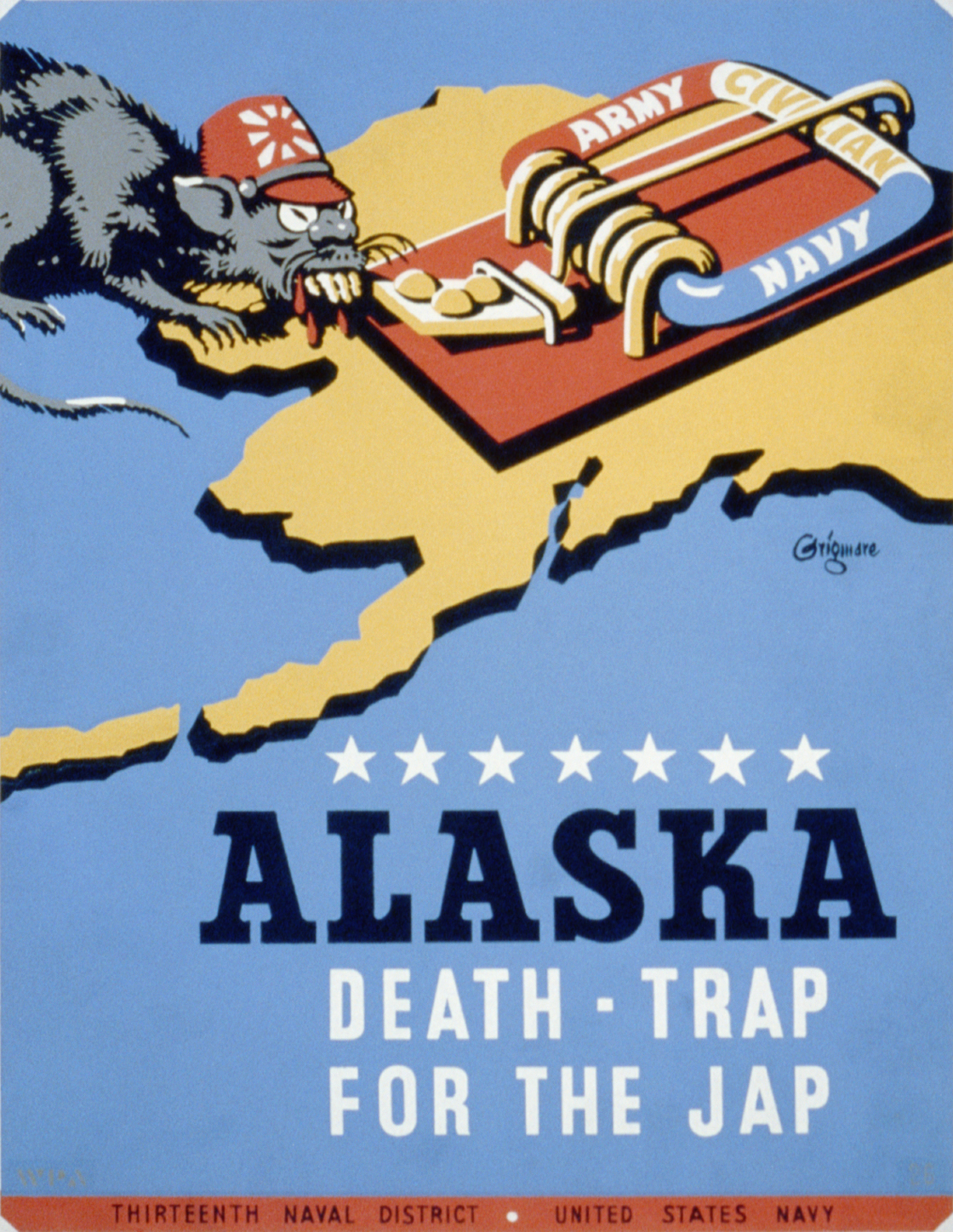
ملصق دعاية أمريكية كُتب عليه "فخ موت لليابان"

ظهرت معاداة اليابانية كنوع من التمييز العرقي والقومي ضد اليابان، سواء كان من الناحية الثقافية والقومية، وكذلك أزداد شعور العداوة تجاه اليابان عندما غزت القوات العسكرية اليابانية شرق قارة آسيا، وفي بعض الأحيان أزداد ظاهرة تمييز ضد اليابانيين بعد الحرب العالمية الثانية من قبل الصين والكوريتين وسميت بفوبيا اليابان Japanophobia.

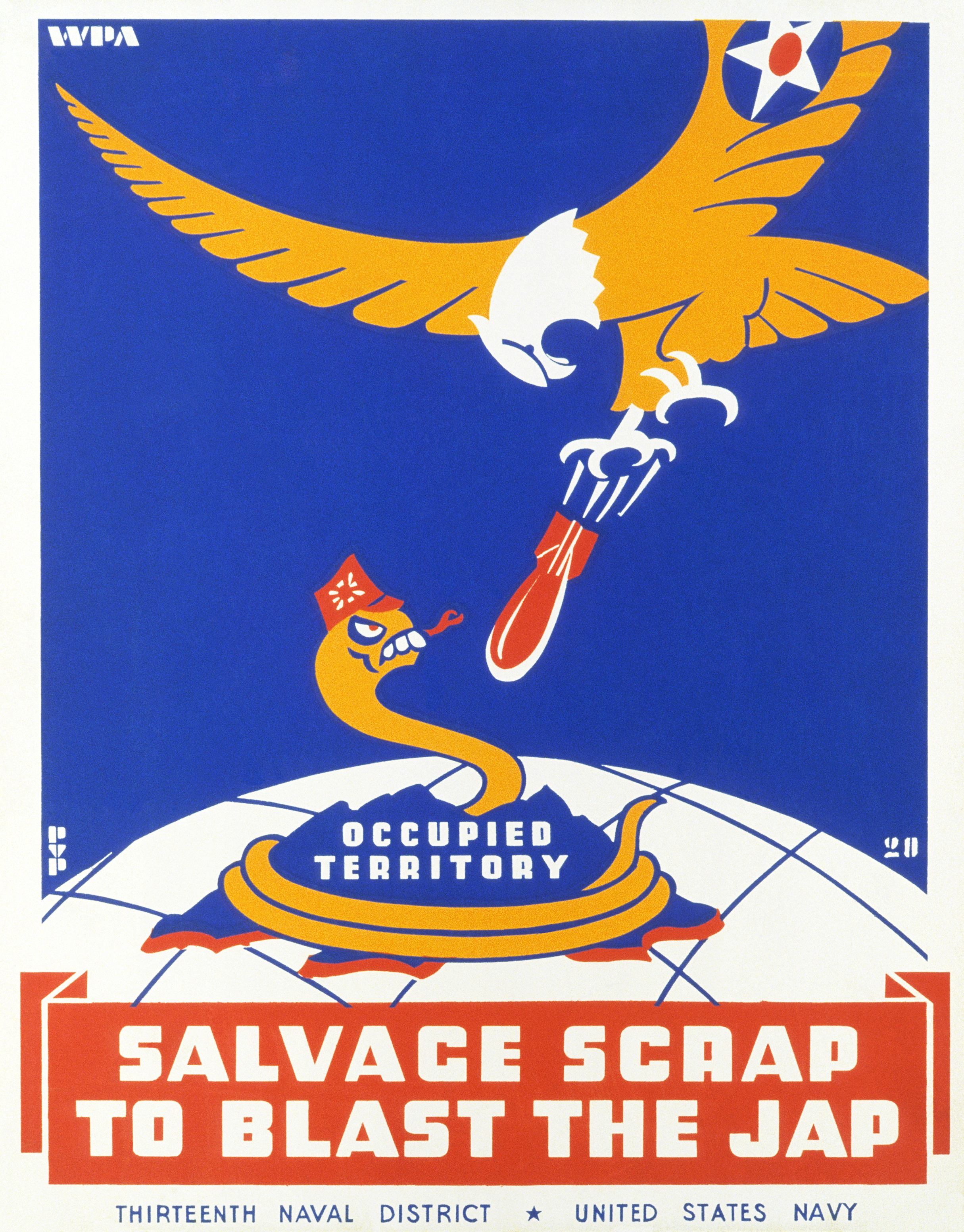
ملصق يدعو الجيش الأمريكي لمحاربة اليابان ، وتظهر في الرسم ياباني بأسنان ضخمة وعينان مائلة على هيئة أفعى ، وذلك في زمن الحرب العالمية الثانية.

## السبب الحقيقي للعداء
يعود عداء اليابان لبداية الحرب الصينية اليابانية الأولى، حيث استولى اليابانيون على بعض الأراضي الصينية، وازدادت حالة تشويه الصورة اليابانية لدى الصينين عندما أرسل أحد جنرالات اليابان إلى امبراطور الصين وأهدى له لوحة كتب عليها ((رجل آسيا المريض)) وكان المقصود من هذه العبارة أن الصينيين لن يستطيعوا فعل أي شيء تجاه اليابان، وأيضا تم غزو مدينة شنغهاي واحتلالها في أواخر الثلاثينيات، وبقيت شبه الجزيرة الكورية تحت السيطرة اليابانية، مما أدى إلى قيام ثورة كورية مناهضة لليابان تعمل في الصين سراً.

## موقف الولايات المتحدة من اليابان قبل الحرب العالمية الثانية
قبل الحرب العالمية الأولى، سكان كاليفورينا شعروا بالرعب بعد أن انتصر الجيش الأمبراطوري الياباني على الجيش الإمبراطوري الروسي بتاريخ 11 من أكتوبر 1906م، قامت وزارة التعليم في ولاية كاليفورينا بتفريق بين المواطنين الأمريكيين وبين اليابانيين، وكان المهاجرون اليابانيون وصلوا إلى الأراضي الأمريكية تصل بنسبة 1% تحت معاهدة تم التوقيع بين البلدين والذي يتفق أن يسمح لليابانيين الهجرة إلى أمريكا بحرية.
وخلال الغزو العسكري الياباني للصين سنة 1931م، لم تهدأ الأمور للإدارة الأمريكية، وخلال الحرب اليابانية الصينية سنة 1937م، انتقدوا الرأي العام الأمريكي والغربي حول مجزرة نانجينج، والذين قتل ضحاياها من المدنيين على يد جيش الإمبراطور الياباني، ووقفوا جميع دول الغرب بجانب الصين ضد وحشية الجيش الياباني، مما أزداد كراهية الأمريكيين والغرب ضد اليابانيين.

## الحرب العالمية الثانية (1941-1945)
بعد هجوم بيرل هاربور الوحشي ضد القوات الأمريكية سنة 1941م، استشعر البنتاغون بالخطر القادم الذي يهدد الأمن القومي الأمريكي تجاه العدوان الياباني، وبعد قطع العلاقة بين البلدين، تحالفت الأمبراطورية اليابانية مع إيطاليا الفاشية وألمانيا النازية ضد الولايات المتحدة، وبعد غزو الجيش الياباني لكل من الفلبين واندونيسيا وهونغ كونغ، شن الجيش الأمريكي بداية حرب جديدة ضد اليابانيين سنة 1942م، وذلك من خلال تجنيد المئات الآلاف الأمريكيين ضد اليابان، فتمكنت الولايات المتحدة من استعادة جزر المحيط الهادئ، وتم قتل اليابانيين بصورة وحشية، وقد عرضت أفلام الهوليوود وأفلام الكرتون من شركة وارنر إخوان عن اليابانيين، حيث تصورهم أن اليابانيون ذات أسنان كبيرة والعلم الياباني وهم يلبسون النظارات وعيونهم ضيقة، تدل على نقص الياباني وتحقيره، واستمر مهازل صورة الياباني في الخارج حتى نهاية الحرب العالمية الثانية سنة 1945م، حيث توقفت تماماً عن مسرحية هزلية أمريكية معادية لليابان.

## صورة اليابان بعد الحرب العالمية الثانية
بعد استسلام اليابان، تحسنت العلاقات بين الولايات المتحدة واليابان، ولكن السينما الأمريكية أبقت على نمطية تعامل الجيش الياباني تجاه أسرى الأمريكيين أو الغرب.

## الولايات المتحدة
بعد الحرب العالمية الثانية، وبدء الحرب الباردة تحسن العلاقات بين الولايات المتحدة واليابان، برغم من بقاء الصورة النمطية للجيش الياباني في السينما الأمريكية.

## الكوريتين
لا تزال شبه الجزيرة الكورية تعبر عن حالة العداء ضد اليابانيين بسبب احتلال اليابان لشبه الجزيرة الكورية سنة 1911م، وخلافات مستمرة بين كوريا الجنوبية واليابان بسبب جزيرة دوكدو.

## الصين
مازالت السينما الصينية، سواء كانت في الصين الشعبية أو تايوان أو هونغ كونغ، بسبب الاجتياح اليابان على الصين ومذبحة نانجنغ الشهيرة، ولكن برغم التوترات بسبب الجزيرة المتنازع عليها، دعا الصينيون مقاطعة المنتجات اليابانية والصناعات الصينية المرخصة لليابان بإستثناء إحدى الشركات الالكترونية الكبرى.

## الفلبين
موقف الفلبين من اليابان سلبي من ناحية التعامل الوحشي تجاه المتمردين الفلبينيين المدعومة أمريكيا في زمن الحرب العالمية الثانية.

## أندونيسيا
عبرت اندونيسيا عن استياءها لليابان بسبب الوجود العسكري في زمن الحرب العالمية الثانية فقط.

## ضريح يوسوكوني
إن زيارة ضريح ياسوكوني من قبل المسؤوليين الكبار اليابانيين يسبب أزمة بين اليابان والدول المتضررة من الوجود العسكري الياباني في الحرب العالمية الثانية.

## هوليوود
كانت تشويه صورة اليابانيين وتقبيحهم وتقليل من شأنهم تعود للحرب العالمية الثانية فقط، بينما الأفلام الهوليودية تبقى الموقف السلبي تجاه الجيش الياباني الامبراطوري.

## أسماء والقاب تحقر الياباني وتقلل من أهميته
كلمة Jap أو Japs أستخدمها الجيش الأمريكي ضد اليابان في زمن الحرب العالمية الثانية.

## وصلات خارجية
- China's angry young focus their hatred on old enemy
- The Impact of Asian-Pacific Migration on U.S. Immigration Policy
- Kahn, Joseph. China Is Pushing and Scripting Anti-Japanese Protests. The New York Times. 15 April 2005
- Essay: "Origins of the April 2005 Anti-Japanese Protests in the People's Republic of China", by Aron Patrick
- U.S. War department comic, «How to spot a جاب», 1942. Included in pocketbook to China.
- machine translation of the same topic at ja.wikipedia. some characteristic viewpoints
- Rare photos from the U.S. National Archives on Japanese-American evacuation and internment